# Marcel Dabo
Marcel Dabo (Reutlingen, 10 gennaio 2000) è un giocatore di football americano tedesco, che gioca come defensive back per gli Indianapolis Colts.
Inizia a giocare nel 2016 per i Red Knights Tübingen e nel 2018 si trasferisce agli Stuttgart Scorpions. Nel 2021 passa quindi in ELF con gli Stuttgart Surge e nel 2022 è assegnato agli Indianapolis Colts nell'ambito dell'NFL International Pathway Program.